# Hycleus hokumanensis
Hycleus hokumanensis là một loài bọ cánh cứng trong họ Meloidae. Loài này được Kôno miêu tả khoa học năm 1940.